# لورا كسورتان
لورا كسورتان (بالإنجليزية: Laura Csortan)‏ هي مقدمة برامج تلفزيونية أسترالية وعارضة ازياء وحاملة لقب ملكة جمال، ولدت في 9 نوفمبر 1976 في بريزبان في أستراليا.

## وصلات خارجية
- لورا كسورتان على موقع IMDb (الإنجليزية)